# Izgori
Izgori (cyr. Изгори) – wieś w Bośni i Hercegowinie, w Republice Serbskiej, w gminie Gacko. W 2013 roku liczyła 33 mieszkańców.